# Liste von Sakralbauten in Sehnde
Die Liste von Sakralbauten in Sehnde nennt Kirchengebäude und andere Sakralbauten in Sehnde in der Region Hannover in Niedersachsen.

## Liste
| Bild | Name                          | Ort       | Koordinaten                     | Konfession der Gemeinde            |
| ---- | ----------------------------- | --------- | ------------------------------- | ---------------------------------- |
|      | Kapelle                       | Bilm      | 52° 20′ 21,5″ N, 9° 54′ 51,6″ O | evangelisch-lutherisch             |
|      | St.-Nikolai-Kirche            | Bolzum    | 52° 17′ 39,4″ N, 9° 56′ 49,5″ O | evangelisch-lutherisch             |
|      | St.-Josef-Kirche              | Bolzum    | 52° 17′ 40″ N, 9° 56′ 43″ O     | römisch-katholisch                 |
|      | St.-Margarethen-Kapelle       | Dolgen    | 52° 19′ 9″ N, 10° 3′ 1,5″ O     | evangelisch-lutherisch             |
|      | St.-Georgs-Kapelle            | Evern     | 52° 19′ 2,3″ N, 10° 1′ 22,4″ O  | evangelisch-lutherisch             |
|      | St.-Magdalenen-Kapelle        | Evern     | 52° 19′ 1,3″ N, 10° 1′ 14,6″ O  | römisch-katholisch, 2010 entwidmet |
|      | Barockkirche St. Ulrich       | Haimar    | 52° 18′ 23,2″ N, 10° 2′ 50,4″ O | evangelisch-lutherisch             |
|      | Kapelle Höver                 | Höver     | 52° 21′ 2,4″ N, 9° 53′ 36,8″ O  | evangelisch-lutherisch             |
|      | Barockkirche Ilten            | Ilten     | 52° 20′ 44,4″ N, 9° 55′ 44,9″ O | evangelisch-lutherisch             |
|      | Kapelle                       | Ilten     | 52° 20′ 44,5″ N, 9° 55′ 39″ O   | evangelisch-lutherisch             |
|      | Kirche                        | Müllingen | 52° 17′ 34,1″ N, 9° 54′ 29,2″ O | evangelisch-lutherisch             |
|      | St.-Katharinen-Kirche Rethmar | Rethmar   | 52° 18′ 48,3″ N, 10° 0′ 12,4″ O | evangelisch-lutherisch             |
|      | Kreuzkirche Sehnde            | Sehnde    | 52° 18′ 38,2″ N, 9° 57′ 58,2″ O | evangelisch-lutherisch             |
|      | St. Maria                     | Sehnde    | 52° 19′ 12,9″ N, 9° 57′ 23,8″ O | römisch-katholisch                 |
|      | Kirche Wassel                 | Wassel    | 52° 19′ 7,6″ N, 9° 55′ 53,3″ O  | evangelisch-lutherisch             |
|      | St.-Michael-Kirche            | Wehmingen | 52° 17′ 51,1″ N, 9° 56′ 4,9″ O  | evangelisch-lutherisch             |
|      | Michaelskirche                | Wirringen | 52° 17′ 51,3″ N, 9° 55′ 0,7″ O  | evangelisch-lutherisch             |